# Age of Empires: The Rise of Rome
Age of Empires: The Rise of Rome est une extension du  jeu de stratégie en temps réel Age of Empires développé par Ensemble Studios et publié par Microsoft le 31 octobre 1998. Elle inclut notamment quatre nouvelles campagnes et civilisations inspirées de la Rome Antique ainsi que de nouvelles technologies et unités. The Rise of Rome devient à l’époque le jeu le plus profitable jamais publié par Microsoft en se vendant à plus d'un million d'exemplaires.

## Système de jeu
The Rise of Rome inclut quatre campagnes inédites, retraçant l'histoire de l’Empire romain de sa fondation à sa chute. Le joueur y est amené à revivre la conquête de la Gaule et de l'Angleterre, les affrontements entre César et Pompée puis Octave et Marc-Antoine, les guerres Carthaginoises ou l'invasion des Huns. Quatre nouvelles civilisations inspirées de la Rome Antique font leur apparition : l’Empire romain, le royaume de Macédoine et les villes de Carthage et de Palmyre. Elle introduit aussi de nouvelles technologies, bâtiments et unités comme les éléphants en armure, les chameliers, les chars à faux, les frondeurs ou les galères incendiaires ainsi que des améliorations de l’interface avec entre autres la possibilité de créer des files de production,,.

## Développement
Lorsque la collaboration avec Ensemble Studios débute, Microsoft est convaincu par ses expériences passées que publier une extension n’est jamais rentable. Aucune extension n’est donc prévue par l’accord initial. Le succès d’Age of Empires, qui dépasse largement les prévisions de Microsoft, change cependant la donne et Tony Goodman parvient à les convaincre de publier The Rise of Rome. Celle-ci est commercialisée le 31 octobre 1998 et devient à l’époque le jeu le plus rentable jamais publié par Microsoft en se vendant à plus d'un million d'exemplaires,.

## Accueil
| Age of Empires: The Rise of Rome |      |        |
| Média                            | Pays | Notes  |
| Computer Gaming World            | US   | 4/5    |
| GameSpot                         | US   | 7,4/10 |
| Gen4                             | FR   | 3/5    |
| Jeuxvideo.com                    | FR   | 15/20  |
| Joystick                         | FR   | 80 %   |
| PC Fun                           | FR   | 90 %   |
| PC Soluce                        | FR   | 90 %   |
| Compilations de notes            |      |        |
| MobyGames                        | US   | 82 %   |
| GameRankings                     | US   | 80 %   |